# Uwe Scheffler
Uwe Scheffler (* 2. Dezember 1956 in Berlin; † 19. April 2021) war ein deutscher Rechtswissenschaftler.

## Leben
Nach dem  Abitur 1975 in Berlin studierte er von 1975 bis 1982 Rechtswissenschaft und von 1981 bis 1985 Soziologie an der FU Berlin (Promotionen 1984 zum Dr. iur., 1986 zum Dr. phil.). Nach den Staatsexamina (1982 und 1986 in Berlin) und der Habilitation 1991 (Venia legendi für Strafrecht, Strafprozessrecht und Kriminologie) war er seit 1993 C4-Professor für Strafrecht, Strafprozessrecht und Kriminologie an der Europa-Universität Viadrina.

## Schriften (Auswahl)
- Kriminologische Kritik des Schuldstrafrechts. Die Voraussetzungen der Verwertbarkeit kriminologischer Erkenntnisse im Strafrecht. Frankfurt am Main 1985, ISBN 3-8204-8417-5.
- Grundlegung eines kriminologisch orientierten Strafrechtssystems. Unter Berücksichtigung wissenschaftstheoretischer Voraussetzungen und des gesellschaftlichen Strafbedürfnisses. Frankfurt am Main 1987, ISBN 3-8204-9189-9.
- Die überlange Dauer von Strafverfahren. Materiellrechtliche und prozessuale Rechtsfolgen. Berlin 1991, ISBN 3-428-07244-8.
- Strafgesetzgebungstechnik in Deutschland und Europa. Berlin 2006, ISBN 3-8305-1245-7.